# أرشيبالد كاري سميث
أرشيبالد كاري سميث (بالإنجليزية: Archibald Cary Smith)‏ هو مهندس بحري ‏ ورسام أمريكي، ولد في 4 سبتمبر 1837 في نيويورك في الولايات المتحدة، وتوفي في 8 ديسمبر 1911.